# ۹۸۹ (قمری)
۹۸۹ (قمری)، نهصد و هشتاد و نهمین سال در گاهشماری هجری قمری است. اول محرم این سال برابر با پانزدهم فوریه سال ۱۵۸۱ میلادی است.

## درگذشتگان
- میرزا ابراهیم اصفهانی

## وابسته
- شاه عباس یکم